# Atemptat de Cambrils
|  | Aquest article tracta sobre un dels tres episodis que van constituir els atemptats reivindicats per Estat Islàmic a Catalunya l'any 2017. Si cerqueu l'article principal sobre els fets, vegeu «Atemptats de Catalunya de 2017». |

L'atemptat de Cambrils va ser un atropellament i tiroteig a la matinada del 18 d'agost del 2017 al Passeig Marítim de Cambrils, l'avinguda de la Diputació i la zona del Club Nàutic, a la comarca del Baix Camp, hores després de l'atemptat a la Rambla de Barcelona.

## Atac
Segons informacions policials, els Mossos d'Esquadra van iniciar al voltant de la 1.30 hores un operatiu policial a la zona portuària de Cambrils. Immediatament els serveis d'emergències van demanar a les xarxes socials que els veïns evitessin sortir al carrer i difondre rumors.
Els agents dels Mossos d'Esquadra estaven realitzant un control a la rotonda del Club Nàutic, al passeig marítim de Cambrils. Un vehicle Audi A3 que provenia de l'interior de la ciutat va atropellar a quatre vianants i després va envestir el cotxe dels Mossos, ferint a una oficial, que té la tíbia trencada i va patir un fort cop al cap.
A causa de la col·lisió, el vehicle on viatjaven els terroristes Moussa Oukabir, Said Aallaa, Mohamed Hychami, Omar Hychami i Houssaine Abouyaaqoub, va bolcar i va quedar de cap per avall. Un dels Mossos del control, en veure que els ocupants del cotxe sortien amb explosius simulats enganxats al pit i es dirigien cap a ell amb armes blanques diverses (punyals, matxets i destrals) va començar a disparar amb la seva arma llarga i en va abatre quatre.
Un cinquè va fugir en direcció al parc al Pi Rodó. En la seva fugida va clavar un ganivet a la cara d'un vianant. Finalment, va ser abatut per un sergent de l'Àrea Regional de Recursos Operatius (ARRO) amb un subfusell.
En total 6 persones envestides han resultat ferides, incloent-hi civils, i dues de les quals estan en situació greu. Posteriorment els artificiers van realitzar un seguit d'explosions controlades del material explosiu.
Cap al migdia Protecció Civil informaria que una de les ferides greus moriria a conseqüència de l'atemptat, a l'Hospital Universitari Joan XXIII de Tarragona.